# Associació Concòrdia
L'Associació Concòrdia de Manxukuo o simplement Associació Concòrdia (xinès tradicional: 滿洲國協和會, pinyin: Mǎnzhōuguó Xiéhehuì; en japonès romanitzat: Manshū-koku (Kyōwakai), va ser un partit polític de Manxukuo, que va actuar com únic partit únic durant l'existència d'aquest estat titella japonès, entre 1932 i 1945.

## Història
El partit va ser fundat el juliol de 1932 per promoure els ideals del panasianisme, la creació d'un estat nació multiètnic segons el cinc races sota una unió, i l'establiment d'una estructura que gradualment reemplacés el poder militar sobre Manxukuo per un control civil. Va arribar a ser considerat el «ventre espiritual del govern [de Manxukuo]». L'emperador Puyi va ser nomenat president honorari de l'Associació Concòrdia, mentre que el Primer ministre de Manxukuo n'era el president. Per 1934 el partit comptava amb uns 300.000 membres inscrits i 900 seccions locals.
No obstant això, el partit va ser incapaç de complir amb els seus objectius inicials, i finalment va ser convertit en un simple instrument autoritaridels militars japonesos de l'Exèrcit de Kwantung. Els japonesos aviat van aconseguir el control del partit, i encara que van renunciar a crear un partit de masses, sí que van establir una xarxa burocràtica en l'àmbit local i regional. L'oficial japonès Kanji Ishiwara era partidari que l'Associació Concòrdia constituís l'avantguarda de l'Exèrcit de Kwantung en els seus objectius polítics —i també a prosseguir amb els objectius del moviment panasiàtic—, però Kuniaki Koiso i altres militars japonesos es van oposar rotundament a una idea com aquesta. Encara que va mantenir un important aparell burocràtic, i la seva estructura i lideratge van ser reorganitzats entre el 1936 i el 1937, el cert és que a partir del 1937 el partit va abandonar tots els seus objectius inicials, inclosos els plantejaments fets per Ishiwara.
L'Associació Concòrdia va ser dissolta al final de la Segona Guerra Mundial, amb la desaparició de Manxukuo.